# Heinrich Bach
Heinrich Bach (Wechmar, 16 september 1615 - Arnstadt, 10 juli 1692) was een Duits organist en componist. Hij was een oudoom (broer van de opa) van Johann Sebastian Bach en zelf grootvader van Maria Barbara Bach, de eerste vrouw van Johann Sebastian.
Heinrich Bach was de stamvader van de zogeheten Arnstadt-lijn van de familie Bach. Na de vroege dood van zijn vader Johannes Bach nam zijn oudste broer Johann Bach de opvoeding over en onderwees hij de nog jonge Heinrich in het orgelspel. Met zijn broer verhuisde Heinrich Bach naar Suhl en later naar Schweinfurt.
In 1635 werd Heinrich lid van het door zijn broer Johann geleide Erfurter Ratsmusikanten-Compagnie in Erfurt, waar hij tot 1641 lid van bleef. In 1641 werd hij organist van de Liebfrauen- und Oberkirche in Arnstadt, een functie die hij tot zijn dood (meer dan 50 jaar later!) zou vervullen. In 1642 trouwde hij met Eva Hoffmann, dochter van de stadspijper van Suhl, Johannes Christoph Hoffmann.
Naast organist was Heinrich Bach ook componist. Naast enkele koralen voor orgel is het enige werk dat van Heinrich Bach bewaard is gebleven de cantate Ich danke dir, Gott, waarvan de tekst gebaseerd is op psalm 139 vers 14. De cantate kenmerkt zich verder door een typisch 17e-eeuwse bezetting: een vijfstemmig strijkerskoor (met twee altviolen) en vijf vocalisten (twee sopranen).
Daarnaast is een Chaccone in A-dur voor klavecimbel bewaard gebleven.
- Bibsys: 14021994
- Bibliothèque nationale de France: cb13891028f (data)
- Gemeinsame Normdatei: 12028572X
- International Standard Name Identifier: 0000 0000 8357 5889
- Library of Congress Control Number: n81129522
- MusicBrainz: cc6d1ac2-d914-461f-b891-6b742acc46cc
- Nationale Bibliotheek van Tsjechië: xx0040896
- Nationale Bibliotheek van Israël: 987007283535205171
- Nederlandse Thesaurus van Auteursnamen: 155637908
- Istituto Centrale per il Catalogo Unico: DDSV106875
- LIBRIS: 209872
- SNAC: w6z9098x
- Système universitaire de documentation: 118978918
- Virtual International Authority File: 12490766
- WorldCat: E39PBJvHcqCHfKbBKbPhgvpVmd